# Homotoma viridis
Homotoma viridis är en insektsart som beskrevs av Jan Klimaszewski 1961. Homotoma viridis ingår i släktet Homotoma och familjen Homotomidae. Inga underarter finns listade i Catalogue of Life.